# Mary Travers

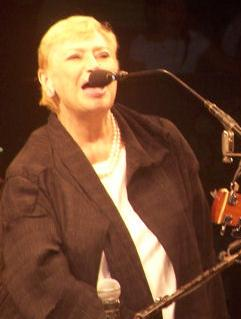
Mary Travers, 2006

Mary Allin Travers (* 9. November 1936 in Louisville, Kentucky; † 16. September 2009 in Danbury, Connecticut) war eine US-amerikanische Folksängerin und Singer-Songwriterin. Sie wurde als Mitglied der Gruppe Peter, Paul and Mary bekannt.

## Leben
Mary Travers wuchs im New Yorker Stadtteil Greenwich Village auf. Den Zugang zur Folkmusik fand sie durch Pete Seeger, der in unmittelbarer Nachbarschaft der Familie Travers lebte. So beteiligte sie sich an einem Album von Seeger und trat mit ihm bei zwei Konzerten in der Carnegie Hall auf. Sie war viermal verheiratet und hat zwei Töchter. Ihr erster Ehemann war der Fotograf Barry Feinstein. In den 1960er Jahren war sie prominentes Mitglied der Bürgerrechtsbewegung. Ihr Engagement galt insbesondere der Einhaltung der Menschenrechte in Lateinamerika und der Abschaffung der Apartheid in Südafrika.
Ihren Durchbruch hatte sie als Mitglied der Folkgruppe Peter, Paul and Mary, die 1961 von dem Impresario Albert Grossman ins Leben gerufen wurde. Mit Peter Yarrow und Noel „Paul“ Stookey wurde das Trio zu einer der erfolgreichsten Gruppen der 1960er Jahre und trennte sich 1970 vorübergehend. In dieser Zeit startete Travers ihre Solokarriere und veröffentlichte fünf Alben. 1978 schloss sich die Gruppe wieder zusammen und hatte danach zahlreiche Auftritte und neue Alben.
2004 erkrankte Travers an Leukämie und musste sich mehreren Chemotherapien und Operationen, darunter einer Knochenmarkstransplantation, unterziehen. Ungeachtet dessen trat sie weiterhin mit Peter, Paul and Mary auf. Sie starb am 16. September 2009 im Alter von 72 Jahren an den Folgen ihrer Krankheit.

## Soloalben
- 1971: Mary
- 1972: Morning Glory
- 1973: All My Choices
- 1974: Circles
- 1978: It’s in Everyone of Us